# Barasana
Barasana, Barasano del sur o Paneroa es una etnia indígena que habita en la cuenca del Piraparaná, al sur del departamento colombiano del Vaupés y está integrada por dos segmentos patrilineales exógamos: los Comea y los Hánena.

## La Maloca
Viven en casas comunales o malocas wi, con un jefe üjü que se encarga de organizar y coordinar las actividades de la comunidad, juntamente con su esposa que programa las actividades de las mujeres.
La maloca mide de 10 a 18 m de ancho por 21 a 28 m de largo y 9 m de altura. El techo de dos aguas desciende hasta 2 m de altura. Las paredes tienen dibujos de colores pintados sobre cortezas. Al frente está la puerta de los hombres y tras ella una banca larga donde se cumplen actividades masculinas. Luego hay un corredor de baile de 3 m de ancho. Entre este corredor y las paredes hay compartimentos familiares con fogón, donde se tienden las hamacas. Atrás se ubica la puerta de las mujeres.
Los bailes en la maloca, son acontecimientos sociales que integran las comunidades y unen su vida con el cosmos y la articulan con la naturaleza, los espíritus y la historia. La fabricación y conservación de los trajes, flautas y tambores, el arreglo de la coca y la preparación de las bebidas fermentadas para los bailes son muy importantes.

## Economía
Combinan la agricultura itinerante con la caza, pesca, recolección y artesanía. El terreno para sembrar se abre tumbando los hombres un pequeño sector de selva al comienzo del verano y quemando antes de empezar las lluvias. El cultivo principal es la yuca amarga kî, sembrada por las mujeres, quienes también plantan batata, chonque, ñame, calabazas, caña de azúcar, plátanos, piña, marañón y otros frutales. Los hombres siembran maíz, chontaduro, aguacate, wamü, tabaco, coca y yajé.
Las mujeres son alfareras y fabrican diferentes clases de ollas de arcilla y la sartén grande o "budare" para hacer el casabe de yuca. Los hombres se encargan de la cestería y la carpintería.
Cazan con cerbatana, arco y flecha, jabalina o escopeta. Entre las presas están la danta, el pecaría, monos, armadillo, chacures y diferentes aves. Recolectan frutos silvestres, hormigas meca jia, saltamontes, larvas de abeja y "mojojoy" (wadoa) y coleópteros comestibles. Generalmente pescan con anzuelo y tienen canoas fabricadas por ellos mismos.
El kûmû (chamán) sabe usar el yajé, la coca y el tabaco para relacionarse con el mundo espiritual y propiciar el éxito de la economía, la alimentación y la salud.

## Lengua
Hablan una lengua de la rama oriental de la Familia Tucano, estrechamente relacionada con la de los Eduria (Taiwano), con quienes contraen matrimonio. Debido a las alianzas matrimoniales impuestas por la exogamia, frecuentemente hablan otras lenguas de tucano orientales como la de los Macuna.

### Fonología
Vocales
|        | Anteriores | Centrales | Posteriores |
| Altas  | i ĩ        | ɨ ~ (ɨ ~) | u ũ         |
| Medias | e ẽ        |           | o õ         |
| Bajas  |            | a ã       |             |

Son seis vocales orales y seis nasales.
Consonantes
|                   | labial | alveolar | palatal | velar | glotal |
| oclusivas sordas  |        | t        |         | k     |        |
| oclusivas sonoras | b      | d        |         | g     |        |
| fricativas sordas |        | s        |         |       | h      |
| vibrantes         |        | r        |         |       |        |
| aproximantes      | w (v)  |          | j (y)   |       |        |